# Тверитин, Александр Петрович
Александр Петрович Тверитин (16 апреля 1969 — 17 декабря 2003) — российский дзюдоист, трёхкратный бронзовый призёр первенств СССР среди юниоров, бронзовый призёр чемпионата России, мастер спорта СССР. Выступал в суперлёгкой весовой категории (до 60 кг). Тренировался под руководством Вячеслава Тихонова. Работал тренером областной СДЮШОР Челябинска.

## Спортивные результаты
- Чемпионат России по дзюдо 1993 года — ;
- Московский международный турнир «Большой шлем» 1994 года — ;
- Московский международный турнир «Большой шлем» 1995 года — 5 место;